# 1789 na música
Esta é uma relação da música no ano de 1789.

## Eventos
- Wolfgang Amadeus Mozart compõe a ópera Così fan tutte.
- Joseph Haydn conhece Maria Anna von Genzinger.
- Adalbert Gyrowetz chega em Paris.
- Luigi Cherubini se torna diretor de música do Théâtre Monsieur.
- Wilhelm Friedrich Ernst Bach se torna Kapellmeister em Berlim.
- Anna Storace aparece numa produção londrina de Giovanni Paisiello, chamada Il Barbiere di Siviglia.

## Nascimentos
- 30 de Janeiro - George Augustus Kollmann, compositor
- Primeiro de Fevereiro - Hippolyte André Jean Baptiste Chélard, compositor
- 02 de Fevereiro - Ludwig Wilhelm Maurer, compositor
- 15 de Fevereiro - Friedrich Fesca, compositor
- 27 de Junho - Friedrich Silcher, compositor
- 24 de Outubro - Ramón Carnicer, compositor

## Mortes
- ? - Minette (actriz) (nascimento: 1767), dançarina, cantora e atriz
- 11 de Setembro - Franz Xaver Richter (nascimento: 1709), compositor
- 15 de julho - Jacques Duphly (nascimento: 1715), compositor
- 4 de Julho - Cláudio Manuel da Costa (nascimento: 1729), poeta e compositor
- 14 de Junho - Johann Wilhelm Hertel (nascimento: 1727), compositor